# Bruno Belhoste
 (janvier 2018).
Si vous disposez d'ouvrages ou d'articles de référence ou si vous connaissez des sites web de qualité traitant du thème abordé ici, merci de compléter l'article en donnant les références utiles à sa vérifiabilité et en les liant à la section « Notes et références ».
Bruno Belhoste est un historien français né le 14 juin 1952.

## Biographie
Docteur en histoire (1982), Bruno Belhoste est professeur d’histoire à l’université Paris 1 Panthéon-Sorbonne et directeur de l’Institut d'histoire moderne et contemporaine de 2014 à 2017.
Il étudie principalement les sciences du XVIIIe au XIXe siècle : histoire des mathématiques, enseignement des sciences, institutions scientifiques et des ingénieurs. Il est l’auteur de cinq ouvrages et a dirigé et co-dirigé huit ouvrages collectifs.

## Publications
- 1985 : Cauchy : 1789-1857, un mathématicien légitimiste au XIXe siècle, Belin, 222 p.
- 2003 : La formation d'une technocratie : l'École polytechnique et ses élèves de la Révolution au Second Empire, Belin, 508 p.
- 2011 : Paris savant : parcours et rencontres au temps des Lumières, Armand Colin, 310 p.
- 2016 : Histoire de la science moderne : de la Renaissance aux Lumières, Armand Colin, 284 p.
- 2023 : avec Thierry Kouamé, Boris Noguès et Emmanuelle Picard (dir.), Examens, grades et diplômes. La validation des compétences par les universités (XIIe – XXIe siècle), éditions de la Sorbonne.